# Denkmal Landgräfin Elizabeth

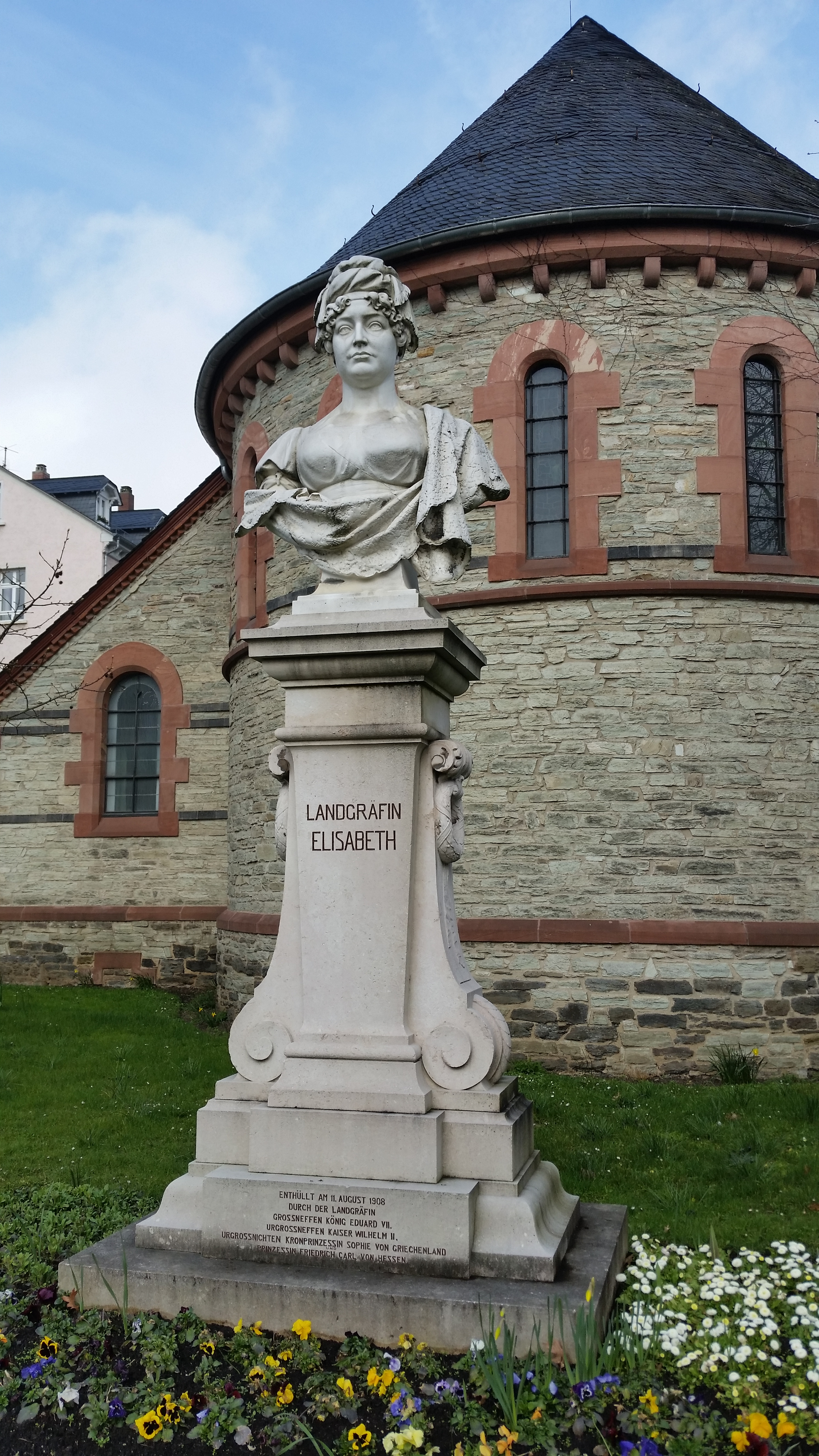
Denkmal vor der Apsis der Englischen Kirche

Das Denkmal Landgräfin Elizabeth ist eine Porträtbüste und ein Kulturdenkmal in Bad Homburg vor der Höhe in Hessen.

## Geschichte
Elisabeth von Großbritannien, Irland und Hannover (1770–1840), aufgrund ihrer Heirat Landgräfin von Hessen-Homburg, erwarb sich als Förderin der Bürger und der Stadt von Homburg hohe Wertschätzung, so dass Victoria Kaiserin Friedrich (1840–1901) die Errichtung eines Denkmals ihrer Großtante anregte. Ihr Sohn Kaiser Wilhelm II. erfüllte den Wunsch, allerdings erst nach Victorias Tod. Die Enthüllung durch ihn und seinen Onkel, den britischen König Edward VII. erfolgte im August 1908 vor der Apsis der Englischen Kirche. Die Skulptur steht unter Denkmalschutz.

## Gestaltung
Das weiße Marmorbildnis stammt vom Bildhauer Prof. Fritz Gerth (1845–1928). Die Büste, die den Barockstil nachahmt, steht auf einem Sockel aus Stein, der von Voluten flankiert ist. Die Landgräfin ist in jugendlichem Alter abgebildet und nach der Mode des Empire gekleidet.